# Braakberg
Der Braakberg ist ein 645,5 m ü. NHN hoher Berg des Mittelgebirges Harz. Er liegt nahe Lonau im gemeindefreien Gebiet Harz des Landkreises Göttingen in Niedersachsen (Deutschland).

## Geographie

### Lage
Der Braakberg liegt im Südharz im Nationalpark Harz etwa 2,4 km nördlich von Lonau. Im Norden geht er in den Gebirgskamm Auf dem Acker über. Der Berg liegt auf der Wasserscheide zwischen Großer Steinau im Westen und Kleiner Lonau im Osten.

### Nebengipfel
Der Kargeskopf und der Franzosenkopf sind südliche Ausläufer des Braakbergs. Im weiteren Sinn bezeichnet man den sich nach Südwesten fortsetzenden Höhenzug ebenfalls als Braakberg, insbesondere dessen südwestlicher Ausläufer der sich westlich von Lonau befindet und dort einen 512,1 m hohen, namensgleichen Nebengipfel (⊙) hat.

### Klippen und Felsen
Im Übergangsbereich vom Braakberg zum Haspelkopf (ca. 749 m), einer Erhebung im Südwestteil des Gebirgskamms Auf dem Acker, liegt rund 500 m nordnordwestlich des Berggipfels die Sophienklippe (max. ca. 650 m; ⊙) und etwa 700 m nordwestlich die Spießerklippe (max. ca. 640 m; ⊙).

## Bewaldung
Der Braakberg ist in den höheren Lagen mit Fichten und weiter unten mit Buchen bewachsen.